# تیم ملی بسکتبال زنان آلبانی
تیم ملی بسکتبال زنان آلبانی، نماینده آلبانی در مسابقات بین‌المللی بسکتبال زنان است.